# Rotenberg (Rauenberg)

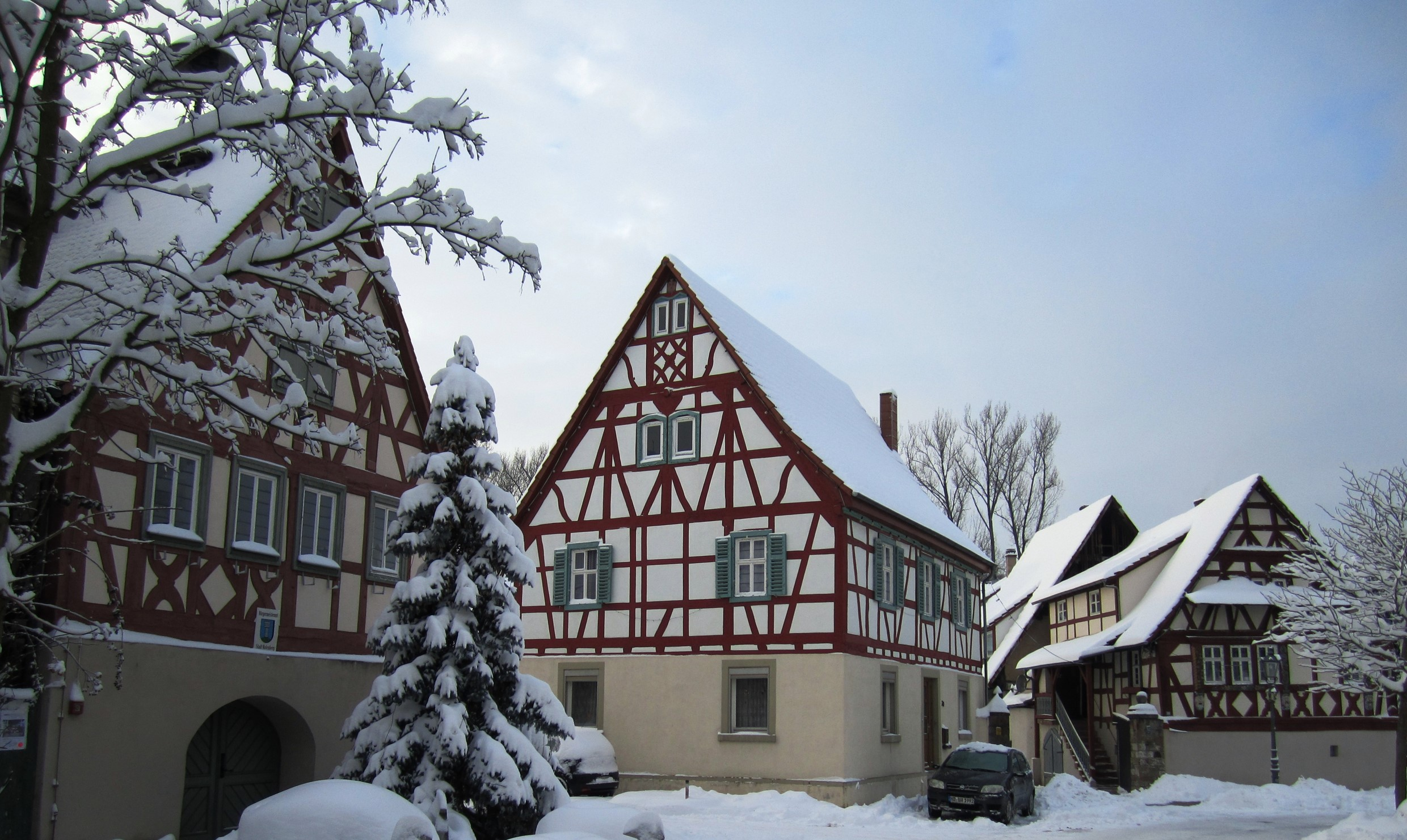
Historischer Ortskern von Rotenberg im Schnee

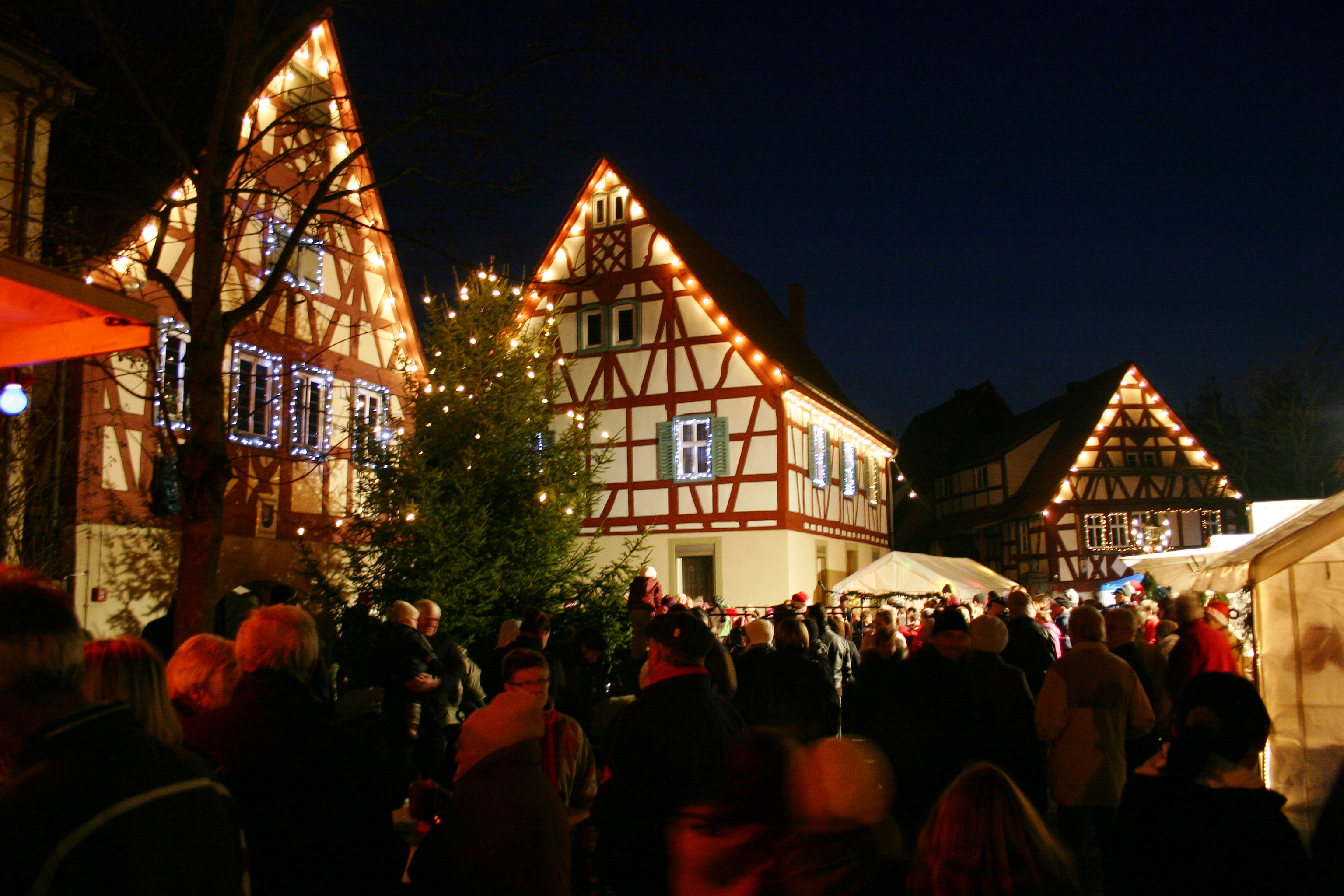
Historischer Ortskern von Rotenberg zum Weihnachtsmarkt

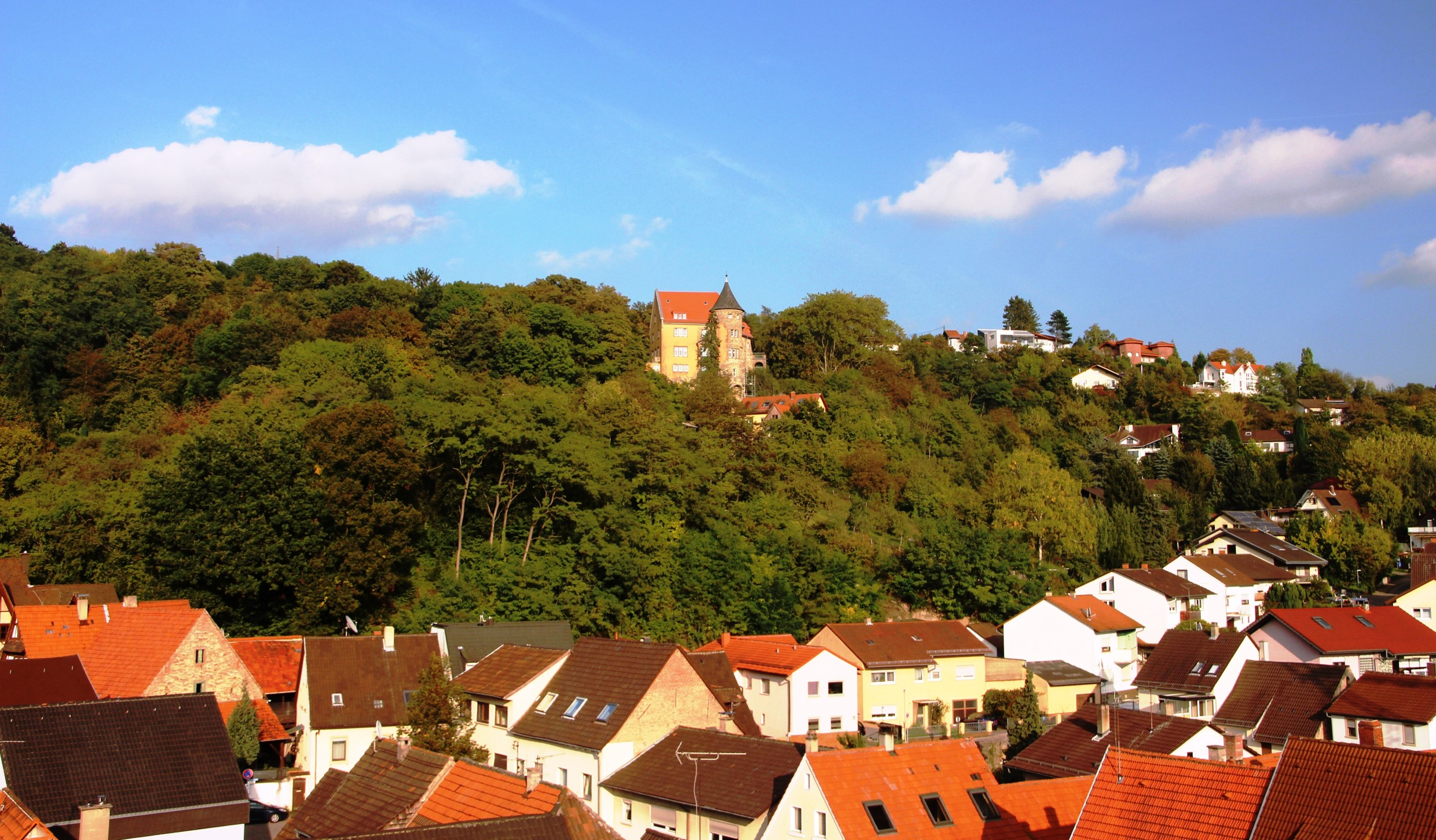
Das Schloss über Rotenberg

Rotenberg ist ein Stadtteil von Rauenberg im Rhein-Neckar-Kreis im Regierungsbezirk Karlsruhe in Baden-Württemberg.

## Geographie und Verkehrslage

### Geografische Lage

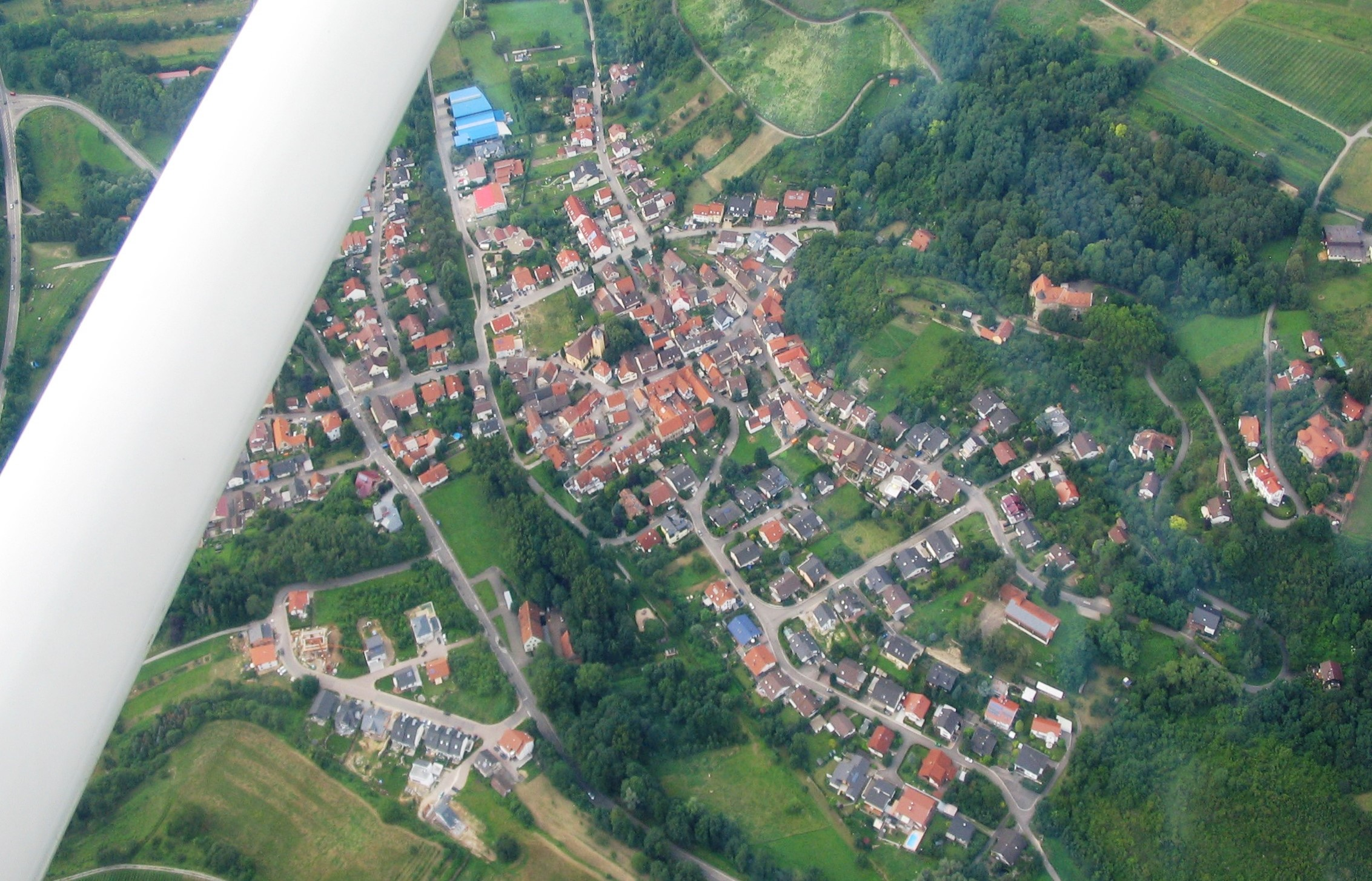
Luftbild von Rotenberg (Rauenberg) 2007

Der Stadtteil liegt rund 18 Kilometer südlich von Heidelberg am Ende des Angelbachtals am Waldangelbach, der das Tal Richtung Oberrheingraben durchfließt. Es durchläuft zuvor die Hügellandschaft des Kraichgaus. Das historische Zentrum des Stadtteils liegt in der Talsohle, inzwischen ist jedoch der östlich das Tal begrenzende Schlossberg bebaut und neuere Neubaugebiete erschließen nun zunehmend den westlich des Tals liegenden Galgenberg bis hin zur Umgehungsstraße.
Rotenberg liegt somit auf der Grenze zwischen Kraichgau und Kurpfalz.

### Nachbargemeinden
Angrenzende Ortschaften, beginnend im Norden im Uhrzeigersinn, sind Rauenberg, Dielheim, Tairnbach Mühlhausen, Rettigheim, Malsch und Malschenberg.

### Verkehr
Der Stadtteil liegt an der B 39 zwischen Speyer und Sinsheim und hat eine eigene Anschlussstelle. Die A 6 ist direkt über die Bundesstraße in drei Kilometern Entfernung über die Anschlussstelle Wiesloch-Rauenberg zu erreichen.
Per Bus erreicht man Rotenberg mit der Verkehrsverbund Rhein-Neckar-Linie: Bahnhof Wiesloch-Walldorf – Wiesloch – Rauenberg – Rotenberg – Mühlhausen – Eichtersheim/Waldangelloch. Diese Linie trat an die Stelle des auf der früheren Bahnstrecke Wiesloch Stadt–Waldangelloch im Jahr 1980 eingestellten Personenverkehrs. Seit Dezember 2008 verkehrt werktags zu den Hauptverkehrszeiten zusätzlich ein Schnellbus zum Bahnhof Wiesloch-Walldorf.

## Geschichte

### Erste Erwähnung
Bei der Suche nach der ersten urkundlichen Erwähnung von Rotenberg stößt man zunächst auf eine Urkunde aus dem Jahre 1184, in der von einem Berg „Rotemberch“ die Rede ist. Die Urkunde ist nicht mehr im Original vorhanden, ist aber in einer Sammlung überliefert, die Valentin Ferdinand Gudenus im Jahre 1728 in Frankfurt am Main herausgegeben hat. Allerdings sind Malsch und Mühlhausen bereits 783 im Lorscher Codex genannt und in einer Urkunde aus dem Jahre 976 ausdrücklich als Ortschaften bezeichnet worden, deshalb erscheint es kaum vorstellbar, dass Rotenberg 1184 noch unbesiedelt gewesen sein soll, deshalb dürfte „Rotemberch“ in dieser Urkunde von 1184 also nicht der Rotenberg sein, weder Burg noch Ort.
Am 4. Juni 1255 fertigte der Ritter Friedrich, genannt Streiphe von „Rodenburg“ in Heidelberg eine Urkunde aus, in der er einen Gütertausch mit dem Kloster Frankenthal festlegte. Das Original dieser Urkunde befindet sich im Hauptstaatsarchiv München. Die Verbindung der Ritter von Rodenburg mit Rotenberg wird durch eine Urkunde aus dem Jahr 1213 von Ritter Berthold Streif und dem St.-German-Stift zu Speyer hergestellt, diese Urkunde wird im Generallandesarchiv in Karlsruhe aufbewahrt.
Konkreter ist die Erwähnung Rotenbergs im Testament des Bischofs Heinrich von Speyer am 19. Januar 1272. Darin unterstellt der Testator die Befestigungsanlagen „Horrenburch“, „Rothenburch“, „Horenberch“ und „Steina“ treuhänderischer Verwaltung, bis zu Tilgung aller Schulden. Damit ist die Burg bezeugt, an deren Fuße sicher auch schon eine Ansiedlung bestand. Auch diese Urkunde lagert im Generallandesarchiv in Karlsruhe.

### Ortsname
In der Folge gab es unterschiedliche Schreibweisen, die im 14. und 15. Jahrhundert auf „burg“ endeten: „Rodenburg, Rotenburg, Rothenburg, Rotemburg“, im 16. und 17. Jahrhundert daneben die Endung „berg“. Erst im 18. Jahrhundert verfestigte sich die Schreibweise dann auf „Rothenberg“, die durch die Rechtschreibreform zu Beginn des 20. Jahrhunderts in „Rotenberg“ überging.
Die wörtliche Bedeutung des Ortsnamens wird zumeist auf die Lage am Hang mit „rotem“ Keupermergel zurückgeführt. Es ist aber auch denkbar, dass Roth…/Rod… von roden herzuleiten ist. Der Name könnte also auch darauf hinweisen, dass die Burg auf einer Rodung errichtet wurde.

### Stadtrecht
Gegen Ende des Jahres 1336 wurde Gerhard von Ehrenberg zum Bischof von Speyer gewählt. Er musste sein Amt unter äußert widrigen Umständen antreten, da seine geistliche und auch weltliche Macht durch seinen Vorgänger sehr eingeschränkt war. Erst in den Jahren 1337 bis 1341 gelang es ihm unter anderem, durch engen Kontakt zu Ludwig IV. dem Bayern seine Macht wieder zurückzuerlangen. So wurde ihm 1338 gestattet, die Dörfer Rotenberg und Udenheim (heute Philippsburg) zur Stadt zu erheben. Der Text der Urkunde für Rotenberg lautet:

„Wir Ludwig von Gottes Gnaden Römischer Keyser zu allen zeiten Mehrer des Reichs berichten und bekennen offensichtlich an diesem brieff, daß wir dem Ehrwürdigen Gerhard Erwehlten und bestättigten Bischoff zu Speyer unserem lieben Fürsten von besonderen Gnaden und von der Dienst wegen, die er uns und dem Reich gethan hat, und noch thuen soll, das Dorff zu Rothenburg und seinem Stifft zugehört, gefreyet haben und freyen auch mit diesem gegenwärtigen brieff also, daß er und sein Nachkommen daraus eine Stadt baue und mache, und die mit Mauern und Graben umbmachen möge, und daß er auch eine wöchentlichen Marck und jahrmarck gehaben möge, die ihm fugsam und bekommentlich seynd, dazu geben wir dem selben Dorff alle die recht, freyheit und alte gute gewohnheit, die unser und des Reichs Stadt Landau hat und von alter hergebracht hat. und deß zu einer wahren Urkund geben wir ihm diesen brieff versiegelt mit unserem Keyserlichen Insigel. der gegeben ward zu München nach Christi Geburth dreyzehn hundert jahr, darnach in dem acht und dreyssigsten jahr, in dem vier und zwanzigsten jahr unseres Reiches und in dem zwölfften des Keyserthumbs.“

Beide Urkunden, die Rotenberger und die Udenheimer, sind heute nicht mehr vorhanden. Während die Udenheimer noch in einem mittelalterlichen Kopialbuch aufgezeichnet ist, liegen von der Rotenberger nur Kopien von einer Abschrift aus dem Jahre 1720 vor. Der Notar Barlo bestätigt eigenhändig seine Abschrift mit dem Original auf Pergament. Diese Abschrift befand sich in einem alten, ebenfalls nicht mehr vorhandenen Pfarrbuch. Sie wurde 1746 von dem Notar Johann Valentin Schaeffer kopiert und 1772 von dem Rotenberger Pfarrer Georg Christoph Schaeffer in seinem „schwarzen Buch“ (Genaueres dazu: St. Nikolaus (Rotenberg)) vermerkt.
Im Jahre 1366 bestätigte Kaiser Karl IV. dem Nachfolger Bischof Gerhards, Lamprecht von Brunn, alle Rechte, Freiheiten und Besitzungen des Bistums Speyer, darunter Rotenburg Burg und Stadt.
Nach außen wurde die Stadteigenschaft Rotenbergs sehr bald durch die Errichtung einer Mauer bekundet. Diese hatte zwei Tore, das Untere im Westen, das Obere im Nordosten. Die Ummauerung des Schlosses war allerdings nicht sehr stark und wurde während des Dreißigjährigen Krieges mehrfach durchbrochen. Angedeutet ist sie bereits auf der Wildbannkarte aus dem Jahre 1548 und deutlich dargestellt auf dem Ortsplan, der um 1760 entstand. Zu Beginn des 19. Jahrhunderts wurde die Mauer an Bürger versteigert oder abgebrochen, heute sind nur noch vereinzelte Reste erhalten.
Von der Möglichkeit, Wochenmärkte oder Jahrmärkte abzuhalten, ist in Rotenberg offenbar kein Gebrauch gemacht worden. Hingegen ist im Nachbardorf Malsch schon seit dem 16. Jahrhundert ein Jahrmarkt nachgewiesen, allerdings hätte Rotenberg wohl kaum mit dem noch älteren und bedeutsamen Markt der kurpfälzischen Stadt Wiesloch konkurrieren können.
Die wesentlichen Rechte der Stadt Rotenberg bestanden in der Freiheit der Bürger von Leibeigenschaft und Fron. Ausnahmen davon sind nur im „Schwarzen Buch“ von Pfarrer Schaeffer enthalten: 1758 für Arbeiten am Rheindamm zu Lußheim, 1759 für den Bau des Pfarrhauses mit Scheuer sowie 1720 und 1747.
Am 2. Oktober 1756 erließ Fürstbischof Franz Christoph von Hutten einen Gnadenbrief, der noch im Stadtarchiv Rauenberg vorliegt und im Winzermuseum der Stadt ausgestellt ist. Darin wird auf diverse Vorstellungen der Stadt und auf die daraufhin durchgeführten Untersuchungen eingegangen, wonach zwar die Stadtrechtsverleihung von 1338 anerkannt, den Rotenbergern aber auch missbräuchliche Anwendung vorgeworfen wird. Nach Meinung des Fürstbischofs sei es falsch, dass alle nach Rotenberg ziehenden und sich dort niederlassenden Leute ohne Weiteres von der Leibeigenschaft frei würden.

### Amt Rotenberg
Bischof Gerhard musste sein Amt im Jahre 1336 unter schwierigen Bedingungen antreten, es war für ihn von großer Bedeutung, möglichst bald ein Bild über sein Bistum und dessen Vermögensverhältnisse zu bekommen. Deshalb teilte er das Bistum in Amtsbezirke ein. Dem Amt Rotenberg waren die Gemeinden Balzfeld, Dielheim, Horrenberg, Oberhof, Unterhof, Malsch, Malschenberg, Mühlhausen, Rotenberg und Schloss Rotenberg unterstellt.
Eine Volkszählung von 1530 im Amt Rotenberg kam zu folgendem Ergebnis: Rotenberg mit Schloss hatte 225 Einwohner, davon 120 Kinder, in 54 Haushalten. Das gesamte Amt mit allen Orten hatte 1397 Einwohner, davon 775 Kinder, in 338 Haushalten.

### Das Siegel und Wappen
Das älteste überlieferte Stadtsiegel stammt aus dem Jahre 1471. Die Mitte des Siegels zeigt im Wappenschild einen Turm auf einer Bergspitze, dessen Zinnenbereich stark auskragt. Die Umschrift, aus dem Lateinischen übersetzt, lautet wohl „Siegel des Schultheißen und der Geschworenen (oder des Gerichts) der Stadt Rotenberg 1471“.
1623 wurde ein neues Siegel gefertigt, der Turm auf der Bergspitze trägt deutlich Zinnen und wird von zwei schwebenden Türmchen flankiert. Die Umschrift lautet „Sigillum civitatis Rodenburg 1623“. Ende des 19. Jahrhunderts gab es eine neue Ausfertigung mit modernen Buchstaben in deutscher Schrift, mit Krone über dem Siegel, ohne Jahreszahl.
1901 wurde Rotenberg ein Wappenvorschlag des Generallandesarchivs Karlsruhe in Farbe übersandt, die Rotenberger haben diesem Vorschlag aber offenbar widersprochen, woraufhin das Archiv 1902 einen neuen Wappenvorschlag präsentierte, welcher allgemein anerkannt wurde. Hierauf wurde ein neues Siegel gefertigt mit der Umschrift „STADTGEMEINDE ROTHENBERG“. 1908 trug man der neuen Rechtschreibung Rotenberg auch im Siegel Rechnung.
Die Blasonierung des Wappens lautet: „In Blau auf grünem Dreiberg ein goldener Zinnenturm, darauf drei Türmchen mit spitzen Helmen“ (siehe auch Liste der Wappen im Rhein-Neckar-Kreis).
| Ursprüngliches Wappen von 1902 bis zur Eingemeindung | Wappen der Weinstadt Rauenberg als Collage der Stadtteilwappen von 1984 |

Die Bezeichnung Stadtgemeinde fand zwar 1935 offiziell ihr Ende, allerdings wurde der im damaligen Deutschen Reich eingeführte Hoheitsadler nur in bestimmten Sachbereichen verwendet. Nach dem Kriege wurde zunächst das Siegel von 1908 wieder eingeführt.
Nach jahrelangen Bestrebungen um die Stadtrechte wurden diese 1956 durch das Land Baden-Württemberg bestätigt und die Umschrift des Wappens wurde in „STADT ROTENBERG“ abgeändert.
Im Zuge der Gemeindereform in Baden-Württemberg wurde die Stadt Rotenberg am 1. Januar 1972 in die Gemeinde Rauenberg eingemeindet, welche am 1. Januar 1975 zur Stadt erhoben wurde, zu ihr gehören die drei Ortsteile Rauenberg, Rotenberg und Malschenberg.
Der Weinstadt Rauenberg wurde 1984 ein neues Wappen verliehen, welches den Figuren der alten Wappen aller drei Stadtteile Rechnung trägt. Mit Rücksicht auf die Farbwirkung des Gesamtwappens wurde nur die Farbe von Turm und Hintergrund des Rotenberger Wappens getauscht.

## Schultheißen, Vögte, Bürgermeister und Ortsvorsteher

### Schultheißen
Die Schultheißen wurden von der Ortsherrschaft eingesetzt, ihre Aufgaben waren vor allem, den Vorsitz des Ortsgerichtes zu führen und die Gemeinde nach außen zu vertreten (es gibt allerdings keine zusammenhängende Übersicht der Rotenberger Schultheißen):
- um 1499 Ludwig
- um 1513 Mathis Hertel
- um 1540–1545 Rafan Stockheimer
- um 1556–1564 Hans Brosam
- um 1565–1573 Hans Seytz
- um 1577–1580 Jacob Kamerknecht
- um 1587–1588 Eberhard Weigel
- um 1589–1595 Hans Eberlin
- um 1597 Wendel Müller
- um 1600–1613 Georg Ne(h)rer
- um 1617–1631 Wendel Stockheimer
- um 1652 Quirin Müller
- um 1700–1716 Johann Martin Geiß
- um 1724–1733 Johann Adam Grei(u)lich
- um 1749–1769 Adam Nicolaus Ries(ß) (Vater)
- um 1772–1778 Adam Nicolaus Ries(ß) (Sohn)
- um 1783–1786 Johann Georg Greulich
- um 1787–1799 Johann Nicolaus Greulich
- um 1800–1808 Joseph Menges

### Vögte und Bürgermeister Rotenbergs
Nach dem badischen Organisationsreskript von 1809 hießen die Ortsvorgesetzten auf dem Lande Vogt. Die 1832 neu in Kraft getretene Gemeindeordnung bezeichnete die Vögte dann als Bürgermeister (die folgenden Amtszeiten sind durch das Stadtarchiv Rauenberg belegt):
- bis 1813 Joseph Menges
- 1814–1838 Johannes Fellhauer
- 1838–1870 Johann Michael Greulich
- 1870–1894 Johann Menges
- 1894–1903 Erwin Spieß
- 1903–1933 Eugen Menges(I)
- 1933–1934 Josef Greulich
- 1934–1945 Benjamin Greulich
- 1945–1946 Eugen Menges (I)
- 1946–1949 Eugen Menges (II)
- 1949–1969 Berthold Hartmann
- 1969–1972 Wilhelm Spieß

### Ortsvorsteher Rotenbergs
Durch die Gemeindereform 1972, also die Zusammenschließung Rauenbergs, Rotenbergs und Malschenbergs, hat die Gesamtgemeinde nur noch einen hauptberuflichen Bürgermeister für die Gesamtgemeinde mit Sitz in Rauenberg. Den beiden anderen Stadtteilen steht ein ehrenamtlicher Ortsvorsteher vor. Für Rotenberg waren dies:
- 1972–1983 Wilhelm Spieß
- 1984–1994 Hubert Spieß (CDU)
- 1994–2014 Norbert Menges (CDU)
- 2014–2019 Franz Sieber (FW)
- seit 2019 Katrin Wagner (CDU)

## Geschichte ab dem 20. Jahrhundert
Lange Zeit, bis zur Mitte des 20. Jahrhunderts, war Rotenberg ausschließlich eine landwirtschaftliche Gemeinde. Die Industrialisierung begann in Rotenberg erst spät, vor allem durch die Eröffnung des Werks Wiesloch des Druckmaschinenherstellers Heidelberger Druckmaschinen 1957. Heute ist Rotenberg fast ausschließlich Wohnort von Arbeitern, aber vor allem immer mehr von Personen, die im Dienstleistungsgewerbe, wie bei SAP in Walldorf oder MLP in Wiesloch, tätig sind.

### Landwirtschaft
Außer den gebräuchlichen Getreidesorten, Hackfrüchten und Futterpflanzen, die angebaut wurden, spielten drei Handelsgewächse, nämlich Tabak, Hopfen und Wein für lange Jahre eine wichtige Rolle. Von diesen hatte der Weinbau jahrhundertelang die größte Bedeutung. Der Tabak- und der Hopfenbau gehören der Vergangenheit an. Was bis in die Gegenwart blieb, ist der Weinbau:
- 1901: 24 Hektar Rebland, 4 Hektar Tabakanbau, 4 Hektar Hopfenanbau
- 1935: 38 Hektar Rebland, 8 Hektar Tabakanbau, 4 Hektar Hopfenanbau
- 1944: 24 Hektar Rebland, 5 Hektar Tabakanbau, 1 Hektar Hopfenanbau
- 1952: 30 Hektar Rebland, 6 Hektar Tabakanbau
- 1963: 52 Hektar Rebland
- 1982: 61 Hektar Rebland

Um die Jahrhundertwende fasste der Genossenschaftsgedanke Fuß und es wurden einige Genossenschaften gegründet:
- 1925–1963 Tabakbauverein
- 1929–1986 Hopfenbauverein
- in den 1930ern Obstbauverein
- 1930–2005 Winzergenossenschaft

### Weinbau
Die ältesten Angaben über den Weinbau in Rotenberg stammen aus einem Zinsbuch des Jahres 1401. In einer Urkunde aus dem Jahre 1432 bestätigt der Speyrer Bischof Raban von Helmstatt der Witwe des Ritters Eberhard von Venningen, Else von Velberg, dass sie ihren Wein von der Rotenberger und Rauenberger Gemarkung in der herrschaftlichen Kelter zu Rotenberg ohne Abgaben von Kelterwein pressen lassen könne. In Rotenberg wurden im Jahre 1727 eine Baumkelter auf dem Schloss und zwei Baumkeltern im Kelterhaus betrieben. Im Jahre 1823 erwarb die Gemeinde Rotenberg das herrschaftliche Kelterhaus als Eigentum. In den 1870er Jahren wurden Rebkrankheiten aus Übersee eingeschleppt und führten 1880 zu einem totalen Ernteausfall. 1892 führten Eugen Menges (I) und Peter Greulich die ersten Spritzungen gegen Blattkrankheiten der Rebe durch.
- Am 5. Februar 1930 wurde die Winzergenossenschaft Rotenberg-Rauenberg gegründet.
- 1933 verließen die Rauenberger die gemeinsame Genossenschaft.
- Am 29. März 1935 wurden folgende Gewanne für den Rebenaufbau bestimmt:

Burggraben, Kleiner Mälscher, Haselnuss, Dorbach, im Pfaffenberg, im Mehl, in den Knollen, auf dem Berg, im Bausen, in den Langenwingert, im Aden, im Elzer, Wildsklamm, Paradies, mittlere und obere Röthe, im Kanonier, im Schwarzengrund, auf dem Silzenberg, im Barun, im Breitengrund, im Schelmenberg, in den Eichäckern, im Fuchsenbuckel, in der alten Fauth, Wolfsgrüben, im Leidich und auf dem Gutenberg. Der Rotenberger Wein wurde vor dem Winzerkeller, dem heutigen alten Kelterhaus, zum Verkauf angeboten.
- Am 17. Juli 1935 schlossen sich die Genossenschaften Wiesloch, Rauenberg, Rotenberg und Malsch zum Verkaufsverein Kurpfälzischer Winzergenossenschaften Wiesloch zusammen, heute Winzerkeller Wiesloch.
- 1938 wurde dieser Verkaufsverein in eine Genossenschaft umgewandelt, die erste deutsche Gebietswinzergenossenschaft.
- 1939, vor dem Krieg, wurden folgende Sorten angepflanzt: Silvaner, Müller-Thurgau, Burgunder, St. Laurent und Riesling.
- 1952, also nach dem Zweiten Weltkrieg, wurde dann Müller-Thurgau, Riesling, Ruländer, Weißburgunder und Portugieser angepflanzt.
- 1953 stellte Rotenberg die Kurpfälzische Weinkönigin Renate I. Menges (heute Landsgesell)
- 1975 stellte Rotenberg erneut die Kurpfälzische Weinkönigin Cornelia I. Geider (heute Geider-Starke)
- Mit der Aufgabe und dem Verkauf des Rotenberger Kelterhauses 2005 ging die Winzergenossenschaft Rotenberg e. G. in der Winzergenossenschaft Kraichgau/Wiesloch e. G. auf. Die Trauben werden seitdem direkt zur Hauptkelter nach Wiesloch gebracht.

Der Aufschwung nach dem Zweiten Weltkrieg, die Flurbereinigung und der Wiederaufbau der Bestände mit verbessertem, sortenreinem Wein führte zusammen mit neuen Erziehungs- und Anbaumethoden zu qualitativ besseren Weinen, aber auch zu wesentlich höheren Erträgen.

### Zigarrenfabrik
Die Anfänge der Zigarrenindustrie in Rotenberg gehen auf das Jahr 1891 zurück. Für einige Zeit betrieb die Firma Sternheim mit etwa 20 Arbeitern die Herstellung von Zigarren.
Ludwig Bender, ein Rotenberger, gründete 1888 eine Zigarrenfabrik in Rettigheim. Dessen Sohn Otto Bender übernahm diese Fabrik und eröffnete 1919 hinter dem Rotenberger Rathaus eine zweite. Die Rotenberger Fabrik wurde Hauptstelle, die Rettigheimer Filiale. Bei Kriegsbeginn 1939 beschäftigte die Firma 50 Mitarbeiter, trotz Weltwirtschaftskrise und Erstem Weltkrieg war es Otto Bender gelungen, den Betrieb in den Fabriken aufrechtzuerhalten. Hergestellt wurden Zigarren, Zigarillos, Stumpen und Rauchtabak, besonders berühmt wurden die in Rotenberg fabrizierten Schweizer Stumpen „LUBERO“. Der benötigte Rohtabak wurde aus den örtlichen Anbauvereinen aufgekauft oder über Holland importiert. Zwölf Vertreter waren für den Verkauf zuständig. Die Hauptabsatzgebiete waren: Berlin, Mark Brandenburg, Mecklenburg, Pommern, Schlesien, Schleswig-Holstein und das Ruhrgebiet.
Nach dem Zweiten Weltkrieg war ein Rückgang des Zigarrenkonsums zu verzeichnen. Otto Bender legte im Jahr 1958 seine Zigarrenfabrik still. Die Betriebe wurden auf Zigarrengroßhandel umgestellt und von seinem Sohn Erich weitergeführt. 1973 starb Otto Bender im Alter von 88 Jahren.

### Bau- und Verkehrsentwicklung

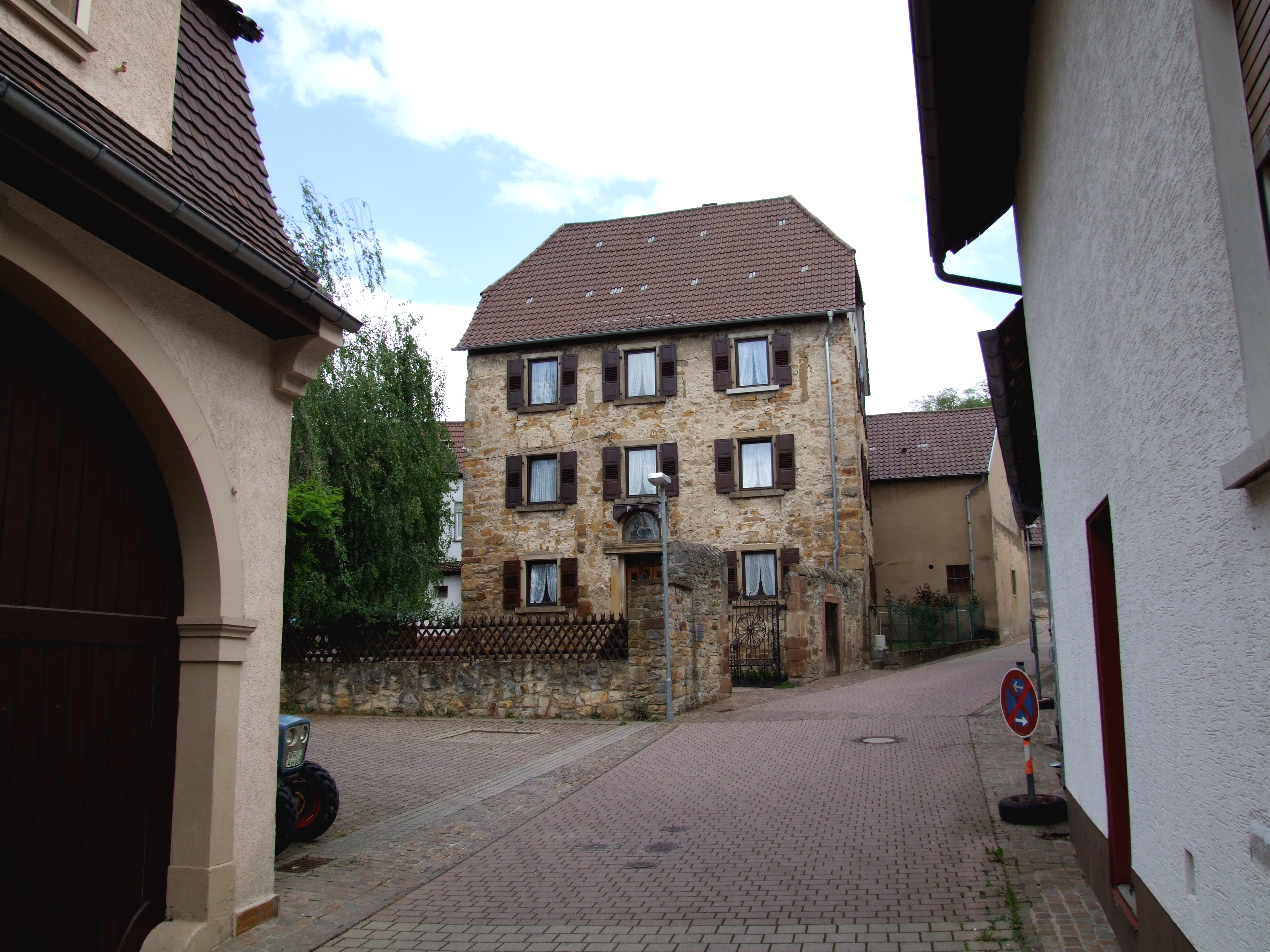
Haus Fellhauer in der Keltergasse (ehemaliger Zehntkeller), rechts das alte Kelterhaus

Der aus der Zeit um 1760 überlieferte Grundrissplan des Ortes mit etwa 3,8 ha zeigt die Stadtmauer mit zwei Toren und vier Wachtürmen, 37 bebaute Grundstücke und das Straßennetz, welches noch bis heute mit dem des Ortskerns übereinstimmt:
- Hofäcker, von der Schlossstraße bis zur heutigen ersten Verbindungstreppe wiederum zur Schlossstraße
- Burgweg, endet am Südwesttor der Stadtmauer, an der heutigen Lourdesgrotte
- St.-Nikolaus-Gasse, wie heute
- Schlossstraße, vom Nordosttor, an der heutigen Bachbrücke, bis zur heutigen ersten Verbindungstreppe an die Hofäcker; hinzukommen sind drei Straßenabzweige: vor den heutigen Fachwerkhäusern (König), vor dem heutigen Rathaus (Zigarrenfabrik) und gegenüber der Hofäcker (Kelterhaus).

Im Jahr 1901 erhielten die Straßen eine elektrische Beleuchtung, welche die bis dahin mehr der Orientierung als der Ausleuchtung dienenden Öllampen ersetzte.
Ebenfalls im Jahr 1901 wurde die Bahnstrecke Wiesloch Stadt–Waldangelloch mit einer Haltestelle in Rotenberg in Betrieb genommen.
Eine erste Ausweitung der Siedlungsfläche erfolgte mit der Bebauung entlang der damaligen Landstraße (heute Rauenberger- und Mühlhäuser Straße), im Jahre 1902 wurde dort auch das Schulhaus im Villenstil gebaut.
Bereits 1905 wurden die Rotenberger Haushalte an fließendes Wasser und Kanalisation angeschlossen. Die Wasserleitung wurde von der Schlossbergquelle, welche im Schlossgarten entspringt, gespeist. Mit dieser neuen Erschließungsanlage hob sich Rotenberg beispielhaft von den Umlandgemeinden ab.
1909 erhielt die Pfarrkirche St. Nikolaus elektrisches Licht und 1913 wurden alle Haushalte elektrifiziert.
In diese Zeit fiel auch der Wiederaufbau des Schlosses durch Eugenie Mayfarth und dann Geheimrat Franz von Reichenau und dessen Ehefrau, welche den Bau 1921/1922 beendeten.
Mit dem endgültigen Wiederaufbau des Schlosses stellte sich auch für den damaligen Gemeinderat die Frage nach einer neuen Zufahrt, da bis dahin der Burgweg der einzige Zugang zum Schloss und zu den auf der Höhe gegen Tairnbach und Dielheim gelegenen landwirtschaftlichen Flächen war. Mit einer Steigung von 14 bis 29 % war zu Zeiten ungünstiger Witterung, insbesondere im Herbst und Winter, die Benutzung gänzlich ausgeschlossen. So begann man am 27. Oktober 1921 mit den Bauarbeiten der neuen und heutigen Schlossstraße. An den mit 196.000 Mark veranschlagten Kosten beteiligte sich der damalige Eigentümer des Schlosses, Geheimrat Franz von Reichenau, mit 150.000 Mark, so dass für die Gemeinde nur noch ein kleiner Teil der Kosten zu tragen war. Der Bauabschnitt bis zum Schloss hatte eine Gesamtlänge von 691 Metern, wovon 200 Meter auf Mühlhauser Gemarkung ausgebaut und die vorhandene Ortsstraße, beginnend bei der heutigen Volksbank, auf einer Länge von 40 Metern aufgeschüttet werden musste. Am 1. November 1922 konnte der erste Bauabschnitt Schlossstraße bis zum Schloss für den Verkehr freigegeben werden, während der zweite Bauabschnitt Obere Schlossstraße erst im April 1923 seiner Bestimmung übergeben wurde. In der zweiten Kehre gegenüber dem Schloss wurde ein Gedenkstein aus Sandstein aufgestellt, dessen Inschrift lautet:
„Dieser Weg wurde 1921/22 unter Bürgermeister Menges von der Gemeinde Rotenberg und dem Schlossherrn Exzellenz von Reichenau durch das Wasser- und Straßenbauamt Sinsheim erbaut.“

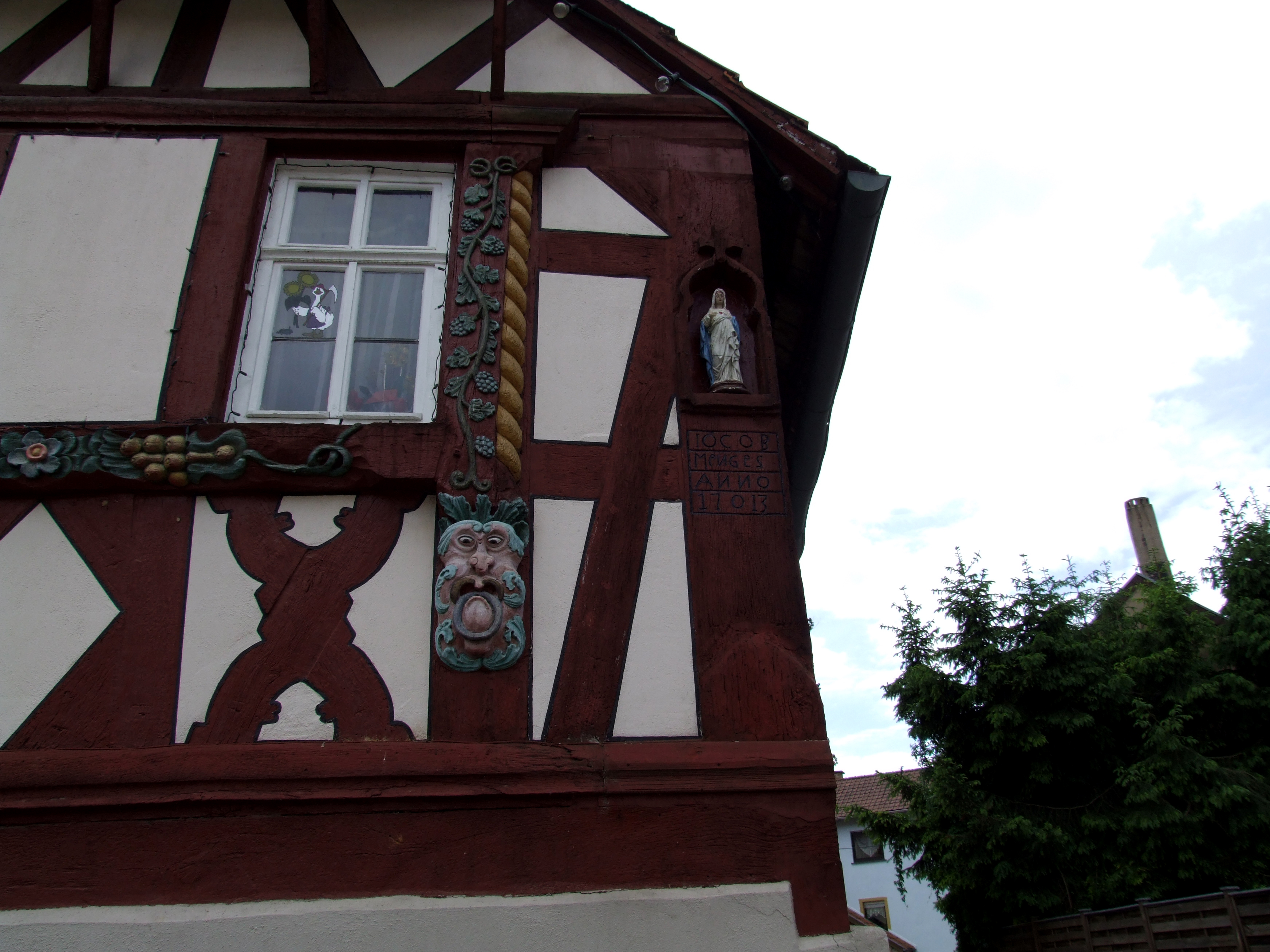
Fachwerkhaus des IOCOB MENGES 1713

1957 kam es zum Bau eines katholischen Kindergartens im Ökonomiegebäude zwischen Sakristei und Pfarrhaus. Die Kosten übernahmen die politische Gemeinde und das Land Baden-Württemberg.
1959 beteiligte sich Rotenberg am Abwasserverband zum gemeinsamen Bau einer Kläranlage in Wiesloch. Hierdurch wurde der Waldangelbach wieder entlastet, der bis dorthin als Endabfuhr der Kanalisation gedient hatte.
1962 begann man mit dem Bau eines neuen und modernen Schulhauses an der damals neuen Schlossstraße.
Im Jahre 1964 wurde eine öffentliche Müllabfuhr eingerichtet. Mit der Aufstellung des Bebauungsplanes Ortserweiterung um die Altstadt schaffte man die planungsrechtlichen Voraussetzungen für die späteren Neubaugebiete Hofäcker, Von-Reichenau-Straße und Weiherstraße im Süden; Weinbergstraße, Heiligenwiesen und Knollen im Norden und Herrenwiesen im Westen.

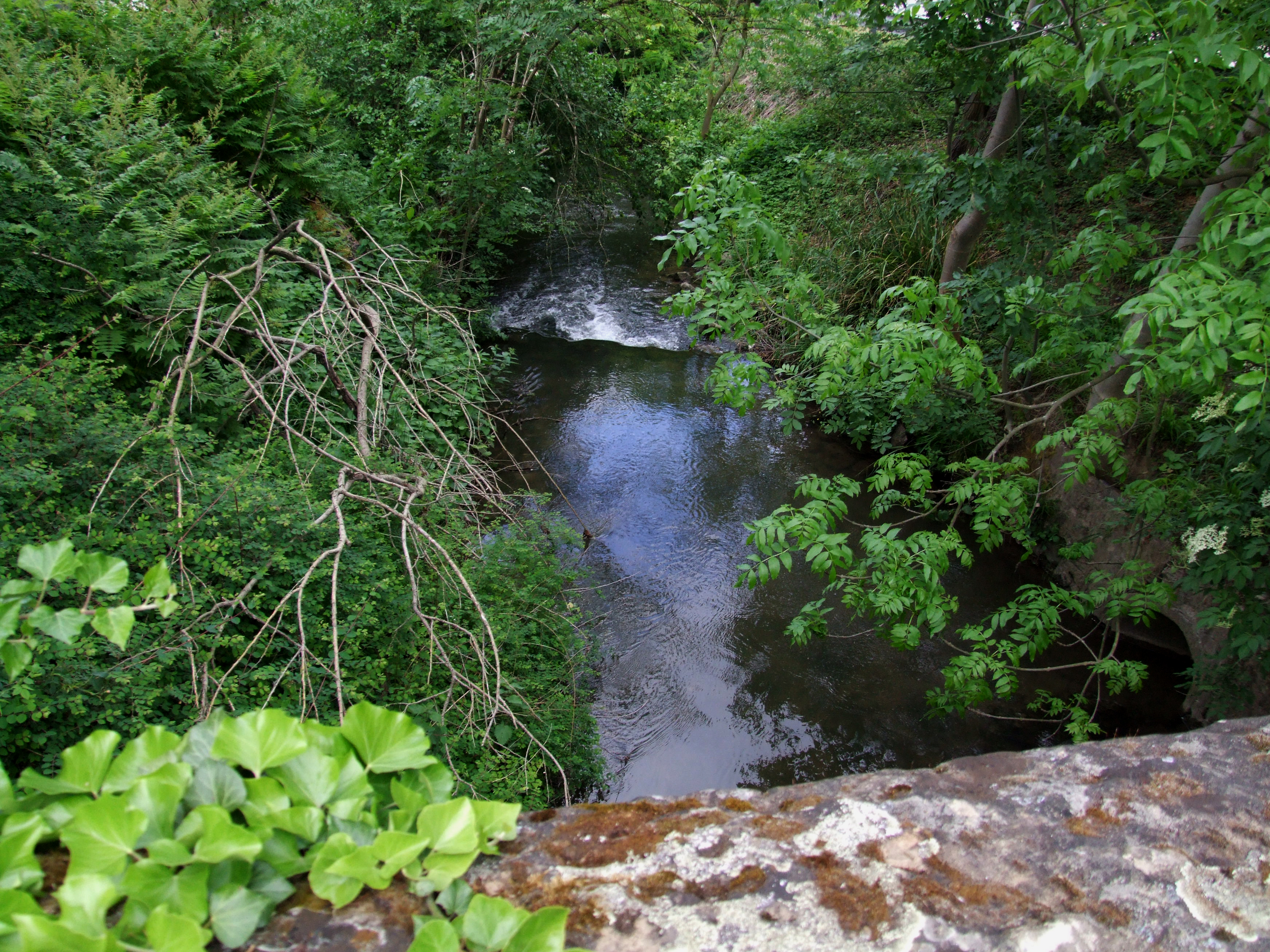
Waldangelbach an der Rotenberger Bachbrücke

Als Folge des Hochwassers im Juli 1969, welches einen Großteil Rotenbergs unter Wasser gesetzt hatte, wurde nicht nur ein großes Rückhaltebecken des Waldangelbaches vor Mühlhausen, sondern auch ein kleines Rückhaltebecken vor Rotenberg errichtet.
Nach dem Zusammenschluss mit Rauenberg im Jahre 1972 erfolgten als erste bauliche Maßnahmen der Neubau einer Leichenhalle und eine Friedhofserweiterung.

## Schulen
Die ersten Aufzeichnungen über ein Schulwesen in Rotenberg gehen aus dem Schwarzen Buch des Pfarrers Schaeffers (Siehe: St. Nikolaus (Rotenberg)) von 1772 hervor. Der Pfarrer berichtet, dass nach einem Wormser Synodeal aus dem Jahre 1496 der Pfarrherr und die Kirchenjurate den Schuldienst zu vergeben und den Schulmeister einzusetzen hatten, in Rotenberg sei dies der Mesner gewesen. Auch über die genaue Entlohnung des Schulmeisters in Rotenberg wird berichtet.
Im Juli 1822 wurden 60 Kinder aus dem 252 Einwohner fassenden Rotenberg unterrichtet. Seit 1888 war das Land Baden für den Schuldienst zuständig. Zwischen 1897 und 1907 wurde die Schule dreimal wegen Masern, Diphtherie und Scharlach für jeweils zwei Wochen geschlossen. In den Jahren 1944 bis 1946 konnte infolge der Nachkriegswirren kein Unterricht durchgeführt werden.
Von 1966 bis zum Gemeindezusammenschluss 1972 gingen die Rotenberger Hauptschüler nach Mühlhausen, ab 1972 nach Rauenberg zur Schule. Ebenfalls ab 1972 wurden die Klassen 3 und 4 der Rotenberger Grundschule nach Rauenberg ausgelagert. Nach großen Bemühungen der Schulleiterin Dorothea Kuhn gelang es zu Beginn der 1990er Jahre, die 3. und 4. Klasse wieder nach Rotenberg zurückzuholen.

### Schulhäuser
Bis in das Jahr 1812 fand der Unterricht im Privathaus des Schulmeisters statt. Ab 1812 wurde ein Zimmer für den Unterricht im Rathaus bereitgestellt. Ab 1816 kam ein weiteres Zimmer im Rathaus für die Unterkunft eines ledigen Lehrers hinzu. Von 1822 bis 1838 wurden Anstrengungen unternommen, ein eigenes Schulhaus zu errichten, dies scheiterte jedoch 1839 am Geldmangel der Gemeinde. Ab 1849 befand sich das Unterrichts- und Lehrerzimmer im Gasthaus Hirsch.
1900 stellte das Großherzogliche Bezirksamt Wiesloch die Mangelhaftigkeit der Schulunterbringung fest und sah die Notwendigkeit des baldigen Baus eines neuen Schulhauses.

#### Villen-Schule
Im Februar 1900 gab das Bezirksamt der Großherzoglichen Kreisschulvisitatur Bruchsal dem Rotenberger Gemeinderat genaue Anweisungen zur Suche eines Bauplatzes für ein neues Schulhaus und dessen Größe. Weiterhin wurde der Gemeinderat angehalten, die Vorarbeiten alsbald zu beginnen, da am 4. Juli eine Tagfahrt zur Besichtigung stattfinde.
Im November 1901 schlug das Bezirksamt vor, einen gemeinsamen Neubau für Rathaus und Schule zu errichten. Dieser Vorschlag wurde allerdings abgelehnt, denn im Dezember hatte der Gemeinderat eine Entscheidung über den Bauplatz an der Mühlhäuser Straße getroffen und Architekt Pfetzinger aus Heidelberg beauftragt, die Baupläne zu erstellen.
1903 konnte das neue Schulhaus im Villenstil an der Mühlhäuser Straße eingeweiht werden. Es umfasste einen Vorraum, einen Lehrsaal, eine Wohnung für den Lehrer mit Holzschuppen und einen Turnplatz mit 400 m².
Ab 1932 wurde die Erstellung eines zweiten Lehrsaals erwogen, allerdings immer wieder hinausgezögert.
Etwa ab 1950 gab es häufiger Beschwerden über die baulichen Zustände des Schulhauses.
Am 29. August 1958 kam es zu einer Besichtigung durch das Oberschulamt Nordbaden. Die Kommission fällte ein vernichtendes Urteil über das Schulhaus. Vor allem die Größe und die Lage des Hauses direkt an der Bundesstraße 39 mit sehr starkem und weiter zunehmendem Verkehr sei nicht mehr hinnehmbar.
Am 18. April 1961 wurde bei einer Bürgerversammlung die Errichtung einer gemeinsamen Volksschule mit Rauenberg aus verschiedenen Gründen abgelehnt.

#### Schlossbergschule

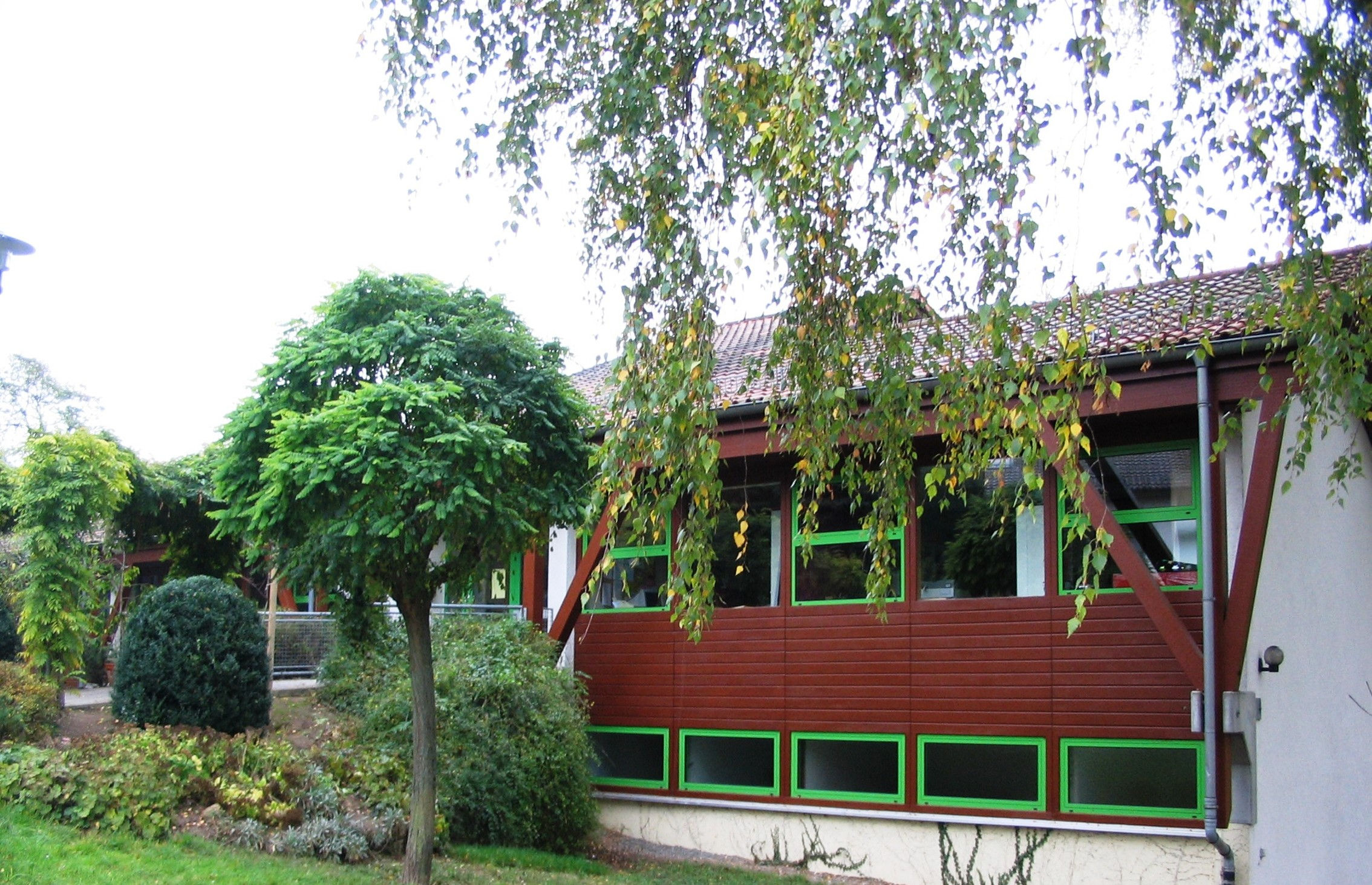
Schlossberg-Grund-Schule in Rotenberg (Rauenberg)

1961 begann die Stadt Rotenberg mit der Planung eines neuen Schulhauses an der ruhigen Schlossstraße am Schlossberg.
Am 3. Dezember 1962 richtete die Firma Hans Josef Rühl die Baustelle ein. Bis 1964 entstand das neue Schulhaus. Im Untergeschoss befanden sich eine kleine Turnhalle, ein Geräte-, ein Umkleide-, ein Heiz- und ein Lagerraum sowie eine Küche und Toiletten für Schüler und Lehrer. Im Obergeschoss befanden sich die Verwaltungsräume, drei große und ein kleines Klassenzimmer.
Zur Grundsteinlegung 1963 ist Folgendes überliefert: „Strahlende Julisonne lag am Samstagmorgen über dem Waldangelbachtale, als die Rotenberger Schulkinder vom Rathaus über die Schloßstraße zum Bauplatz ihrer neuen Schule den Schloßberg hinaufzogen. Vom hohen Baukran grüßte die Fahne der Bundesrepublik, Wappen und die Rotenberger Stadtfahne, inmitten von Tannengrün, bezeichneten den Raum, in dem die Schulkinder und der Männergesangsverein Frohsinn Rotenberg Aufstellung nahmen.“
Schon 1965 stellten der Architekt und der Gemeinderat erhebliche bauliche Mängel am Gebäude fest, 1969 traten erhebliche Schäden am Bauwerk auf. 1986 beschloss der Gemeinderat, ein Konzept für umfangreiche Sanierungsmaßnahmen erstellen zulassen. Dieses wurde ab 1987 durchgesetzt, u. a. wurde das schwach geneigte Pultdach mit einer Fensterreihe in ein Satteldach umgewandelt, die Fensterreihe geschlossen und eine Holzkonstruktion als Gestaltungselement vorgebaut. Das Gebäude wurde wärmeisoliert sowie die Fassade und Fenster vollkommen erneuert, sodass die Schule sich dem Landschaftsbild besser anpasste.
In den Sommerferien 1994 brach der zum Haupteingang im Obergeschoss führende Steg in sich zusammen, er wurde durch einen Damm ersetzt.
Umfangreiche Erhaltungs- und Renovationsarbeiten fanden 2010 ihren Abschluss. Kern der Arbeiten waren der Einbau einer neuen Heizanlage, eine Umgestaltung der Pausenüberdachung hin zu einem neuen Schülereingang, Sanierung der Toilettenanlagen, eine umfangreiche Weiterentwicklung und Ausgestaltung des Pausenhofgeländes sowie die Neueinrichtung eines Lager- und eines Werkraumes.

### Lehrer/Hauptlehrer/Schulleiter
- um 1679 Adam Matthias Rannellovicks (Ronellenfitsch)
- um 1705 Johannes Stein
- um 1772 Matthias Dumbeck
- um 1812 Anton Dumbeck
- 1817–1821 Präceptor Hartmann
- 1821–1822 Anton August Brougier
- 1822–1844 Anton Dumbeck (erneut)
- 1844–1853 Franz Martin Stolz
- 1853–1856 Johannes Ernst und Heinrich Wohlgemuth
- 1856–1866 Michael Krapf
- 1866–1866 Carl Singer
- 1866–1878 Joseph Ziegler
- 1878–1885 Josef Engel
- 1885–1890 Adolf Andreas Rudolph
- 1890–1895 Johann Becker
- 1896–1900 Ludwig Martus
- 1900–1907 Georg Hitzfeld (kulturell engagiert), Großvater des Ottmar Hitzfeld
- 1907–1918 Karl Hertel
- 1918–1920 Josef Herrmann
- 1920–1928 Karl Gottmann
- 1928–1928 Walter Entreß
- 1928–1939 Wilhelm Beetz
- 1939–1943 Karl Wachter
- 1946–1946 Wilhelm Beetz (erneut)
- 1946–1947 Josef Hartmann
- 1947–1948 Wilhelm Riedl
- 1948–1972 Eugen Vierneisel (dieser führte 1948 den jährlichen Sommertagsumzug ein)
- 1972–1975 Hiltrud Reh
- 1975–1985 Inge Behr
- 1985–1986 Renate Schröder
- 1987–1997 Dorothea Kuhn (heute Kuhn-Bender)
- 1999–2006 Herr Fleckenstein
- seit 2006 Ulrike Biesel-Weidig

## Kultur und Sehenswertes

### Vereinskultur
In Rotenberg gibt es ein reges Vereinsleben. Zurzeit gibt es acht Vereine in diesem Ort.

#### MGV-Frohsinn
Der Männergesangsverein MGV-Frohsinn 1901 Rotenberg ist der älteste Verein. Er wurde am 10. Januar 1901 im Gasthaus Zum Schloss gegründet und ging aus der Gesangsabteilung des Militärvereins hervor, welche aufgelöst wurde. Das Vereinsleben ruhte nur während der beiden Weltkriege. Der Verein betreibt auch eine Laienspielschar. Seit 1996 hat der Verein eine neue Heimat in der Sängerklause direkt neben dem Bürgerhaus in den Heiligenwiesen gefunden.

#### Frauengemeinschaft
Die Katholische Frauengemeinschaft Rotenberg wurde 1906 auf Initiative des damaligen Pfarrers Herold gegründet. Die Frauengemeinschaft hat eine sehr aktive Bastelgruppe. Seit 2000 hat der Verein seine Heimat im Pfarrzentrum St. Michael neben der Pfarrkirche St. Nikolaus.

#### Kirchenchor St. Cäcilia
Der Katholische Kirchenchor St. Cäcilia Rotenberg entstand durch Pfarrer J. Berberich, der 1944 etwa 25 Frauen und einige Männer dazu bewegen konnte, eine Messe für das Osterfest 1945 einzustudieren. Am 30. Dezember 1945 wurde der Verein gegründet. Im in den 1970er Jahren neu errichteten Volksbank-Gebäude in der Schlossstraße wurde dem Kirchenchor ein eigener Chorproberaum über das gesamte Obergeschoss des Gebäudes ermöglicht.

#### Freiwillige Feuerwehr
Schon lange vor Gründung der Feuerwehr gab es einen organisierten Brandschutz. Im Jahre 1832 wurden die Ortvorstände von Rauenberg, Rotenberg und Mühlhausen nach Wiesloch beordert, um eine gemeinsame Spritze zu übernehmen. Aus dem Jahre 1877 ist überliefert, dass die Feuerlöschgeräte im Kelterhaus und im Spritzenhaus gelagert wurden.
Im Jahre 1939 wurde die Stadt Rotenberg durch den Landesfeuerwehrverband Baden aufgefordert, eine Freiwillige Feuerwehr zu gründen. Im Januar 1940 erfolgte dann die Gründung der Freiwilligen Feuerwehr Rotenberg. Die Gerätschaften waren zunächst im Kelterhaus, später im Rathaus und bis 1953 im ehemaligen Spritzenhaus untergebracht. 1975 wurde dieses zum Feuerwehrhaus umgebaut und man erhielt ein erstes gebrauchtes Feuerwehrfahrzeug aus der Auflösung der Betriebsfeuerwehr Bott-Eder in Rauenberg. 1981 ersetzte man das Auto durch ein neues. 1986 kam es zur Anschaffung eines VW-Busses sowie zur Generalsanierung des Feuerwehrhauses. 1987 wurde das Feuerwehrhaus um eine Fahrzeughalle erweitert. 2006 musste ein neues Feuerwehrfahrzeug angeschafft werden, welches nicht mehr in das damalige Feuerwehrhaus passte, weshalb der Stadtrat den Neubau eines Feuerwehrhauses beschloss, welches 2007 in den Heiligenwiesen neben Bürgerhaus und Sängerklause seiner Bestimmung übergeben werden konnte.
Die Jugendfeuerwehr Rotenberg wurde 1970 als Gruppierung der Freiwilligen Feuerwehr gegründet und dient der Vorbereitung auf den aktiven Feuerwehrdienst. Sie ist im Feuerwehrhaus in den Heiligenwiesen beheimatet und betreibt eine aktive Jugendarbeit.

#### Texas-Twisters
Der Verein The Texas Twisters – Country & Western Tanzclub – 1990 Rotenberg wurde am 8. Januar 1990 gegründet, die Idee dazu wurde im November 1989 während der Martini-Kerwe geboren. Der Verein pflegt den Country & Western Line Dance, der nicht mit Square Dance zu verwechseln ist. Seit 2003 hat der Country-Club seine Heimat im ehemaligen Gasthaus zum Schloss gegenüber der Volksbank gefunden.

#### Ministranten
Über die Entstehung der Ministrantengruppe St. Nikolaus Rotenberg ist nichts bekannt, „die Messbuwe“ gibt es wahrscheinlich schon genauso lange wie es eine Kirche in Rotenberg gibt. Allerdings wandelte sich das Bild in den letzten Jahrzehnten von der reinen Männerdomäne, die sonntags in der Kirche tätig war, hin zu einer aktiven Jugendgruppe für Jungs und Mädchen ab der Erstkommunion. Die Ministranten in Rotenberg beschränken sich nicht nur auf ihre kirchlichen Aktivitäten, sondern sind auch im Ortgeschehen sehr aktiv. Sie sind in ihrem Raum in der Sakristei und im Pfarrzentrum St. Michael zu Hause.

#### Jugendburg Rotenberg
Der Verein Jugendburg Rotenberg e. V. wurde am 20. Juli 1951 in Karlsruhe gegründet und hatte dort auch seinen Sitz. Seit 2007 hat der Verein seinen Sitz in Rotenberg auf der Jugendburg. Der Verein kümmert sich seit dem 1. Oktober 1954 um den Betrieb und den Erhalt der Jugendburg Rotenberg. Mitglieder sind ausschließlich Jugendverbände.

#### IG Rotenberger Kuckucke e. V.
Der aktuell jüngste Verein Rotenbergs ist die Interessengemeinschaft Rotenberger Kuckucke. Entstanden ist der Verein aus einer losen Gruppierung Rotenberger Bürger, die während der Corona-Pandemie ab 2020 aufgrund der Absage aller Veranstaltungen kontaktlose Ersatzangebote gemacht hatte - beispielsweise eine "Martinikerwe dahoam" mit Kerwereden im Live-Stream, kontaktlos abholbare Nikolausgeschenke für Kinder oder kleine Überraschungen an der Haustür älterer Mitbürger. Im Dezember 2023 fand die Gründungsversammlung statt, im Frühjahr 2024 erfolgte die Bestätigung der Gemeinnützigkeit und die Eintragung ins Vereinsregister. Die IG organisiert unter anderem viermal jährlich das Rotenberger Erzählcafé für Bürger ab 60 Jahren, die Rotenberger Stadtrallye, den Rathaussturm, die saisonale Dekoration des Rotenberger Rathauses sowie in Zusammenarbeit mit der Stadt Rauenberg die Apfelaktion mit Apfelfest sowie das Open Air Kino für Kinder und Jugendliche im Schlosshof.

### Bauwerke
- Schloss (heute Jugendburg)

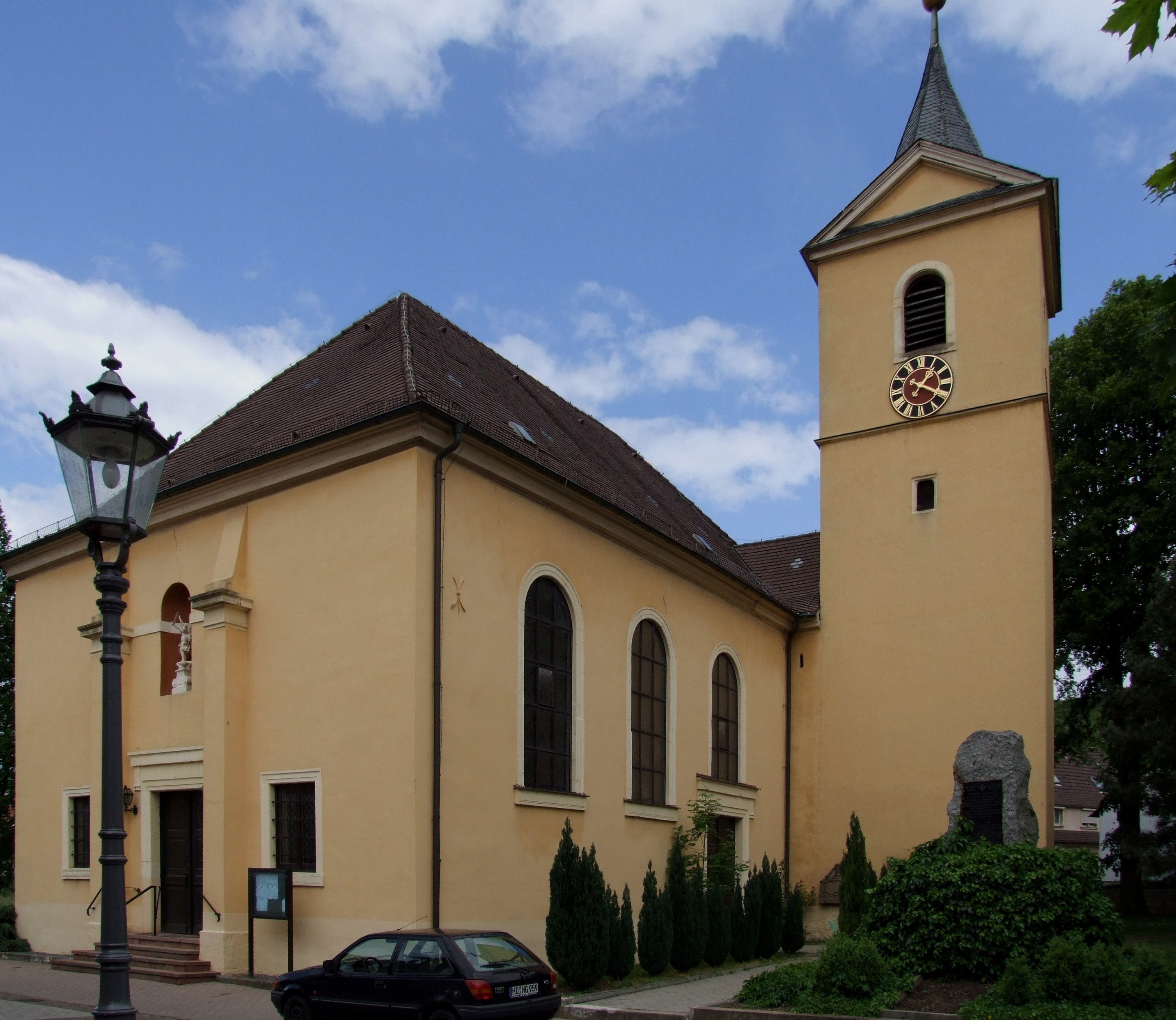
St. Nikolaus (Rotenberg)

- Historischer Ortskern mit Rathaus und weiteren Fachwerkhäusern
- Pfarrkirche St. Nikolaus

### Regelmäßige Veranstaltungen
- Am Drei-Königs-Tag (6. Januar) sind die Sternsinger von Tür zu Tür in ganz Rotenberg unterwegs.
- Der gemeinsame Neujahrsempfang der politischen, der katholischen und der evangelischen Gemeinde findet am 2. oder 3. Januar-Sonntag abwechselnd in den drei Gemeinden statt. Demnach alle drei Jahre im Rotenberger Bürgerhaus.
- Im Januar findet an einem Samstagabend die Winterfeier des MGV Frohsinn mit Aufführung eines Theaterstückes durch die Laienspielschar statt.
- Am folgenden Tag findet zum Sonntags-Kaffee ein zweites Mal das Theaterstück in Form einer Benefizveranstaltung zugunsten des Yatim-Hauses in Indonesien (Patenschaft der Rotenberger Vereine seit dem Tsunami 2004) seine Aufführung.
- Am Laetare-Sonntag (4. Fastensonntag) findet der traditionelle Sommertagszug statt. Dabei versammelt man sich im Schlosshof, anschließend schlängelt sich der Umzug Frühlingslieder singend, angeführt von Sommer und Winter vom Schlossberg in den historischen Ortskern, wo der Winter feierlich verbrannt wird.
- Maifest des Kirchenchors St. Cäcilia an der Lourdesgrotte am 1. Sonntag im Mai oder am letzten April-Sonntag
- Sehenswert ist der durchgehende Fronleichnams-Blumenteppich, der am Sonntag nach Fronleichnam 800 Meter lang einmal durch den historischen Ortskern zum Kirchenfest Fronleichnam gelegt wird.
- Sommerfest-Wochenende der Feuerwehr im Juni
- Lindenbaumfest des MGV Frohsinn im Juli
- Pfarrfest der kath. Pfarrgemeinde im September
- Dreitägige Martini-Kerwe als Weinfest im November am Wochenende vor dem Volkstrauertag. Am Samstagabend beginnt das große Straßenfest mit dem Laternenumzug (jährlich seit 1948) angeführt von St. Martin hoch zu Ross, es folgt die offizielle Eröffnung im historischen Ortskern. Am Sonntagmittag ist der Kerwe-Umzug (jährlich seit 1951) der Höhepunkt der Festlichkeiten bei dem alle örtlichen Institutionen beteiligt sind; bevor die „Kerwe-Schlumpel‘“ am Montagabend vor dem Rathaus verbrannt wird und die Straßenkerwe gemütlich zu Ende geht.
- Der Rotenberger Weihnachtsmarkt (jährlich seit 2003) zieht jedes Jahr aufs Neue hunderte von Besuchern am Freitag vor dem 1. Advent in den historischen Ortskern aus der näheren und ferneren Umgebung an. Die Buden vor den Fachwerkhäusern und der Kirche stimmen auf die Adventszeit ein. Höhepunkt ist der Besuch von Bischof Nikolaus und ein Streichelzoo für Kinder.

## Öffentliche Gebäude
- Rathaus
- Schlossbergschule Rotenberg
- Leichenhalle am Friedhof
- Bürgerhaus
- Kindergarten Arche Noah
- Feuerwehrhaus

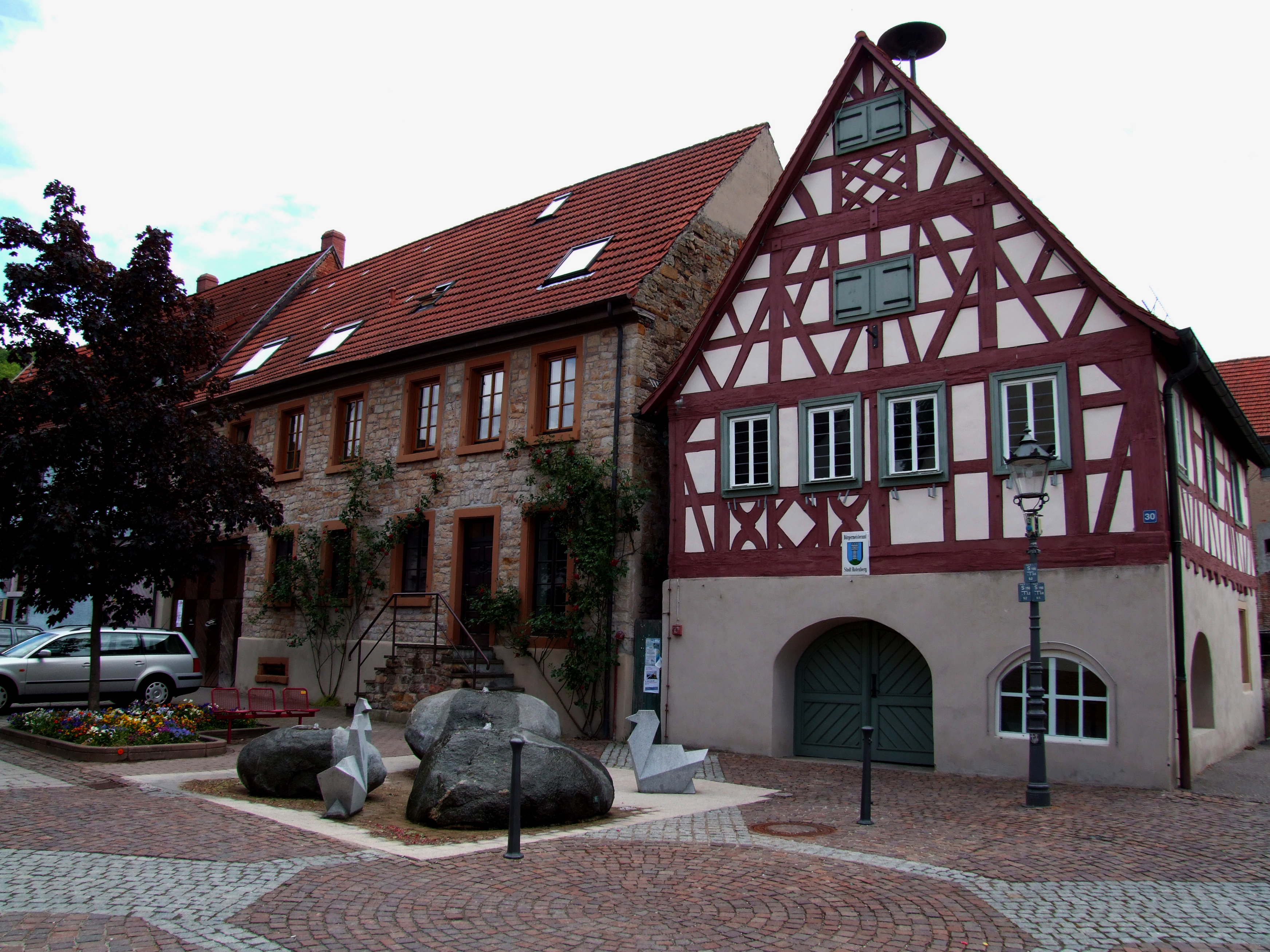
Rathaus Rotenberg mit Schlossberg-Quellen-Brunnen

- Katholische Pfarrkirche St. Nikolaus
- Katholisches Pfarrzentrum St. Michael